# ブラショヴ
ブラショヴ（ルーマニア語: Brașov [braˈʃov]、ハンガリー語: Brassó [ˈbrɒʃːoː] ブラッショー、ザクセン語: Kruhnen、ドイツ語: Kronstadt クローンシュタット、Kronstadt im Burzenland クローンシュタット・イム・ブルツェンラント、Kronen クローネン、中世ラテン語: Brassovia ブラッソヴィア、Corona コロナ）はルーマニアのほぼ中央に位置する都市で、ブラショヴ県の県都。首都ブカレストからは直線で約140キロメートル（鉄道の路線距離だと166キロメートル）離れている。
日本ではブラショフという表記も見られるが、ルーマニア語はスラヴ語のように語末の v が無声化して [f] になることはない。
カルパティア山脈によって囲まれるトランシルヴァニア地方の中心的都市の一つであり、都市の建設にはドイツからこの地に植民したトランシルヴァニア・ザクセン人が深く関わり、ザクセン人の居住する都市であった。このため、「クローンシュタット」というドイツ語名を持つ。これは英語で言うところの Crown City を意味し、中世ラテン語名の「コロナ」(Corona) と同じであり、市の紋章に反映されている。中世には、「ブラショヴ/ブラッソ」「クローンシュタット」「コロナ」の3つの都市名が同時に使われていた。
市では毎年、チェルブル・デ・アウル国際音楽祭が開催されている。

## 歴史
現在ブラショヴがある土地にはハンガリー人の征服定住以前にはブルガリア人が居住しており、当時、すでに相当な規模の都市であったと考えられている。征服定住後、ハンガリー王国の初代国王イシュトヴァーン1世がツェンク山（ハンガリー語: Cenk [ˈt͡sɛŋk]、ドイツ語: Zinne、Kapellenberg、ラテン語: Mons Cinum、ルーマニア語: Tâmpa [ˈtɨmpa] トゥンパ）にブラッソヴィアという城塞を築かせた。この城塞は1211年にハンガリー王エンドレ2世によってドイツ騎士団に与えられた。
12世紀、ハンガリー王ゲーザ2世に招かれたトランシルヴァニア・ザクセン人たちは、鉱業と農業に従事して、町の発展に貢献した。移民は主にラインラント、フランドル、モゼル地域から来たが、その他テューリンゲン、バイエルン、ワロニア、そしてフランスからもやって来た。文書におけるブラショヴへの最初の言及は1252年、Terra Saxonum de Barasu（「バラスのサクソン人の国」）の記述である。
1211年、ハンガリー王エンドレ2世の命令で、ドイツ騎士団がハンガリー国境を守るための要塞をブルツェンラント（ドイツ語: Burzenland、ハンガリー語: Barcaság [ˈbɒrt͡sɒʃɑ̈ːɡ] バルツァシャーグ、ルーマニア語: Țara Bârsei ツァラ・ブルセイ）に築いた。騎士団は1225年に立ち退かせられたが、彼らが連れてきた入植者たちは、ブラショヴの3か所の移住地に残った。

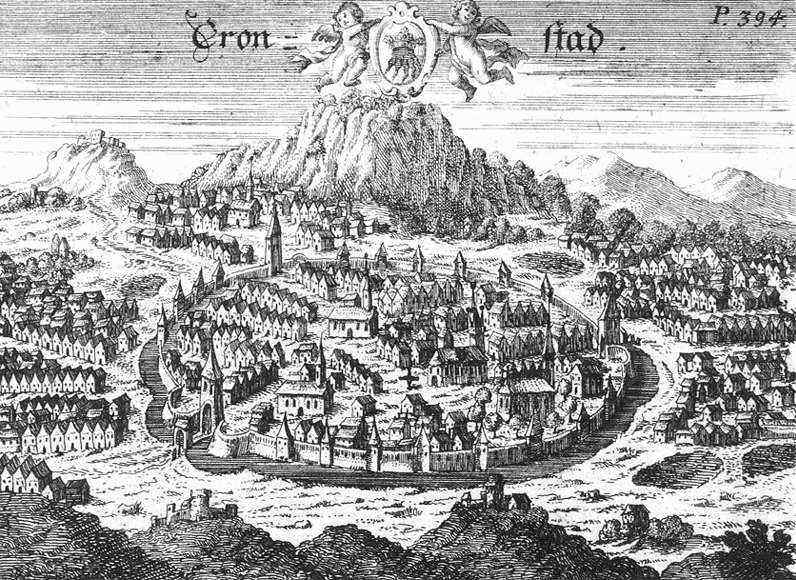
クローンシュタット（1666年発行の本の挿絵）

ブラショヴのザクセン人たちは主に商売と手工業に長けていた。町がオスマン帝国と西欧とを結ぶ交易路上にあったことから、特権を授けられたザクセン人商人が商売の利益を蓄え裕福になり、政治力を持つようになっていった。財を成した彼らが市内に好みの建築物を造っていった。また、町の周辺には、中世の慣習により様々な職人たちのギルドによって維持されるいくつかの塔を含めた要塞が建築され、頻繁に拡大された。要塞の一部は最近、ユネスコの資金で復元されている。
一方で、ドイツの植民地であるクローンシュタットにおいて、ルーマニア人は市民とみなされていなかった。彼らは市内で商いをすることすら許されていなかった。また、ルーマニア人の信仰する正教会はトランシルヴァニア中で公式に認められていなかった。結果として彼らは羊飼いか密輸で生計をたてるようになった。
町の外のシュケイ（ルーマニア語: Șchei シュケイ、Șcheii Brașovului シュケイィ・ブラショヴルイ、Bulgărimea ブルガリメァ、ザクセン語: Belgerei ベルゲレイ、ドイツ語: Obere Vorstadt オーベレ・フォーアシュタット、Wallachische Vorstadt ヴァラヒッシェ・フォアシュタット、ハンガリー語: Bolgárszeg ボルガールセグ）と呼ばれる地区に住まわされたルーマニア人は、17世紀と19世紀には、国民的、政治的、文化的な権利のための運動をし、その努力は他の行政区のルーマニア人と地元のギリシアの貿易商の共同体によって支えられた。1838年には最初のルーマニア語の新聞、「ガゼッタ・トランシルヴァニエイ」(Gazeta Transilvaniei) が発行された。神聖ローマ皇帝ヨーゼフ2世の時代に、10年間だけ、ようやくルーマニア人はクローンシュタット市民として認められた。

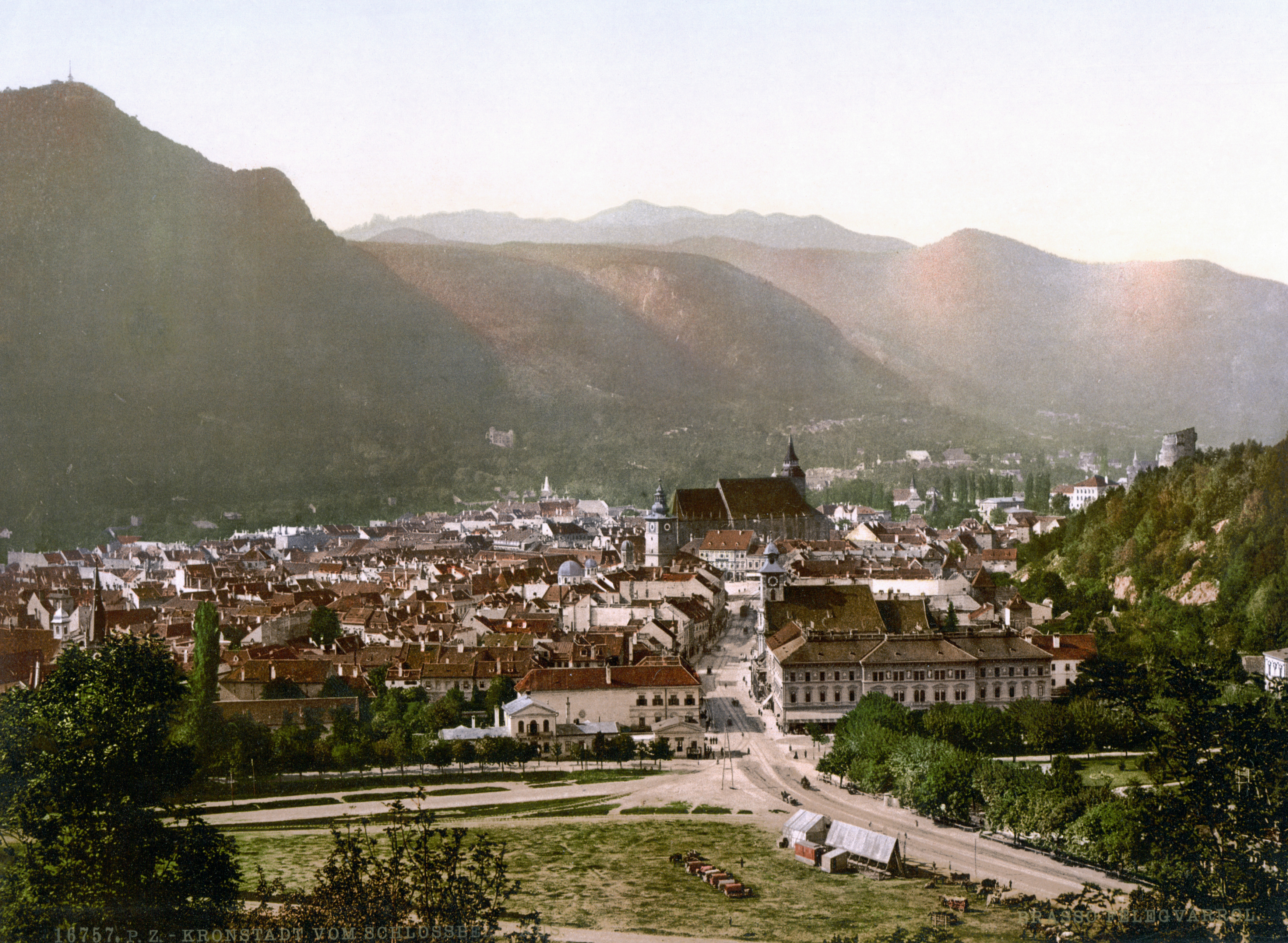
1900年ごろのクローンシュタット

1918年にトランシルバニア全体がルーマニアに併合されるが、ザクセン人たちは新国家の中でもその地位を脅かされることはなかった。2つの大戦に挟まれた時代、ブラショヴは経済・文化の繁栄を迎えた。しかし第二次世界大戦後、多くのドイツ系市民はソビエト連邦によって追放され、彼らは共産主義体制のルーマニアから旧西ドイツへ移住していった。また、1940年には4000人を数えたユダヤ人は、戦後にイスラエルへ移住する者が多かったため減少し、現在230人ほどとなっている。
1950年から1960年までの一時期、町はソビエトの指導者ヨシフ・スターリンにちなんで、スターリン市（ルーマニア語: Orașul Stalin オラシュル・スタリン、ハンガリー語: Sztalinváros スタリンヴァーロシュ、ドイツ語: Stalinstadt シュターリーンシュタット）と呼ばれていた。
共産主義政権の期間には、工業の発展が非常に加速された。ニコラエ・チャウシェスク政権下の1987年、ブラショヴの労働者たちは共産政権に対し暴動を起こした。だがこれは当局によって弾圧され、多数の労働者が収監される結果に終わった。
また、1989年のルーマニア革命において、ブラショヴでは84人の死者、236人の負傷者を出した。

## 人口
ブラショヴ市の過去の人口の変遷は、国勢調査によれば、おおよそ次の通りである。
1850年：21,782 人、内訳はドイツ人 8,874人 (40.8%)、ルーマニア人 8,727人 (40%)、ハンガリー人 2,939人 (13.4%)、ロマ 780人 (3.6%)、ユダヤ人 67人 (0.3%)、その他 1,242人（ギリシャ人、ブルガリア人など）
1890年：30,739人、内訳はハンガリー人 10,441人 (34%)、ルーマニア人 9,758人 (31.7%)、ドイツ人 9,578人 (31.2%)、その他 3,753人
1930年：59,232人、内訳はハンガリー人 23,269人 (39.3%)、ルーマニア人 19,372人 (32.7%)、ドイツ人 13,014人 (22.0%)、ユダヤ人 2,267人 (3.8%)、チェコ人・スロヴァキア人 267人 (0.5%) 他
現在、2002年の国勢調査によれば、ブラショヴ市の人口は、284,596人である。民族構成は以下の通り。
- ルーマニア人：258,042人 (90.66%)
- ハンガリー人：23,204人 (8.54%)
- ドイツ人（ザクセン人）：1,717人 (0.60%)
- ロマ：762人 (0.26%)
- その他の少数民族（ロシア人、ギリシャ人、イタリア人）：871人 (0.31%)

## 経済

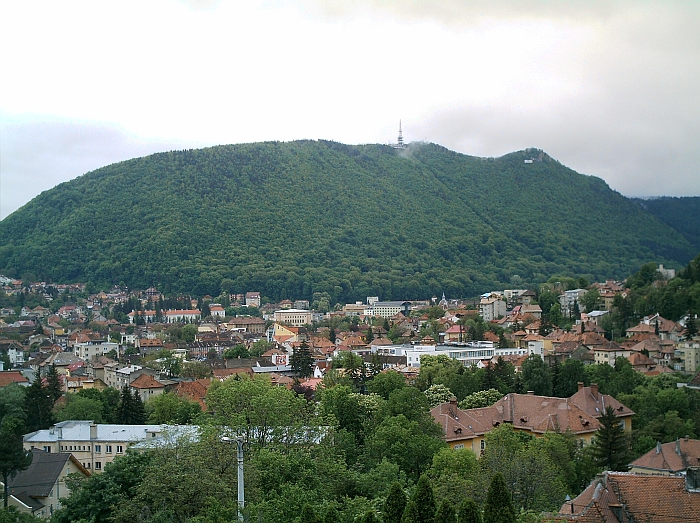
トゥンパ山

ブラショヴでの産業の発達は、戦間期に、第二次世界大戦でソビエト連邦に対して使われることになった最初のルーマニアの戦闘機を生産した飛行機製造工場「IARブラショヴ」(Industria Aeronautică Română S.A. Brașov) に始まる。共産主義国となった後、この工場は農業機械の製造工場に変わり、名前もブラショヴトラクター工場（Uzina Tractorul Brașov、国際的にはユニヴァーサル・トラクター・ブラショヴとして知られる）と変わった。共産政権時代は重工業が特に重要視され、工業化が速められて、国内の他の地域から多くの労働者が呼び寄せられた。
ブラショヴにはドイツのMAN社のトラックを製造する車両メーカー、ロマン社 (Roman S.A.) もあり、重工業は今もまだ発達している。
産業基盤は近年低下しているが、ブラショヴは今もなお、農業用トラクターと機械、油圧変速機、自動車部品、ボールベアリング、ヘリコプター、建材、工具、家具、織物、靴、化粧品を製造する場所である。また、チョコレート工場と大きな醸造所もある。
特に製薬産業は最近、グラクソ・スミスクラインがブラショヴに生産工場を設立し、更なる進展を経た。
ルーマニアの他の主要都市と同じく、不動産価格が著しく増大し続けている。そして最近の欧州連合への加入、間もなく完成する空港などを材料に、投資家心理は高まり続けている。

## 交通
ブラショヴの交通機関ネットワークは46のバス路線とトロリーバス線があり、十分に発達している。ポヤナ・ブラショヴ（近郊の冬のリゾート地）に接続する定期バス路線もある。1987年から2006年までの間は路面電車線もあったが、能率が悪くなったので休止された（ブラショヴ市電）。
鉄道の駅は市の中心のブラショヴ駅、市西部にあるバルトロメウ駅、南東部にあるドゥルステ駅の3つの駅の他、東部に操車場がある。
また主要道は、欧州自動車道路E60号線、国道DN1号線が接続している。
2008年4月にブラショヴ空港の建設が開始され、2010年に完成する予定である。

## 観光

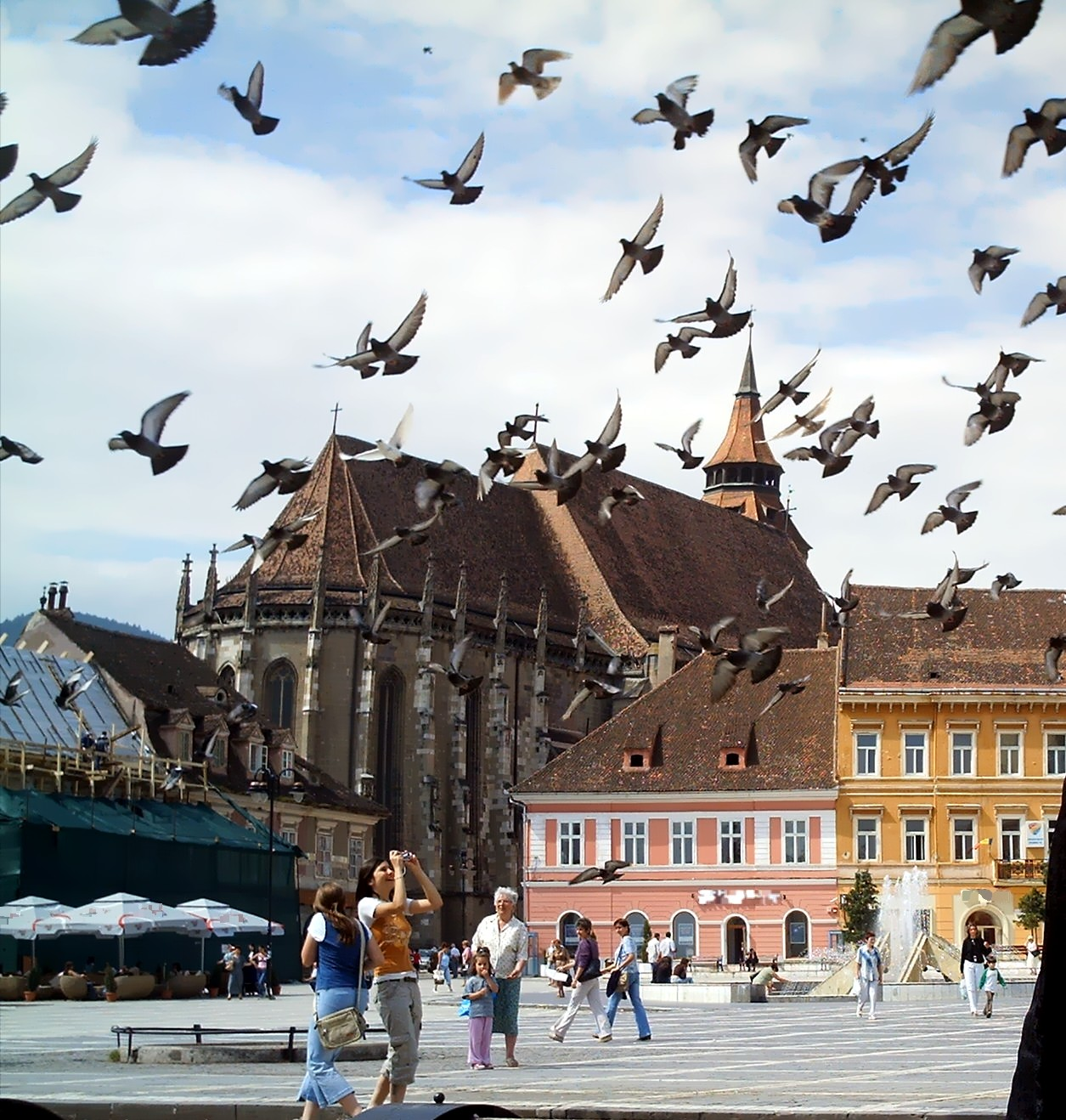
黒の教会

ルーマニアのほぼ中央に位置するブラショヴは、各地点への旅行のよい出発点である。古い町自体も良く保存され、トゥンパ山 (960m) の山頂へ登ると町並みが一望できる。
主な観光地は以下の通り。
- 黒教会（ドイツ語: Schwarze Kirche、ハンガリー語: Fekete templom、ルーマニア語: Biserica Neagră）- ゴシック様式のドイツ人（ザクセン人）住民の福音派（ルター派）の教会。トランシルヴァニアおよびルーマニアでは最大の教会で、ヨーロッパのゴシック様式の教会としては最も東方に位置している。1385年ごろに破壊された以前の教会に代わり、1477年に作られた。1689年、オスマン帝国との戦いでハプスブルク帝国軍が侵入してきた際の大火の煙で黒くなったことにより、その名がつけられた[矛盾 ⇔ 黒教会][3]。
- カーサ・スファトゥルイ（Casa Sfatului、評議会の家）- 昔の市役所。500年以上の間、ブラショヴの行政機関が置かれていた。現在は歴史博物館になっている。
- ブラショヴ要塞 (Cetățuia Brașovului) - 13世紀から15世紀にかけて築かれた。
- シュケイ（またはスケイ）地区 (Șchei, Schei) - 古い城壁に囲まれた町の外側の、古くはブルガリア人、その後ルーマニア人の居住地であった区域。地区から要塞の中への出入り口であったシュケイ門（1827年改築）、エカテリーナの門（1559年建設、その後一部改築）が現存している[4]。
- 聖ニコラエ教会 (Biserica Sfântul Nicolae din Brașov, St. Nicholas Church, Brașov) - シュケイ地区にあるルーマニア正教会で、14世紀にさかのぼる教会。
- ルーマニアの最初の学校の博物館 (Muzeul primei școli românești, First Romanian School) - 聖ニコラエ教会の敷地内にある、ルーマニア人のための初めての学校。ルーマニア語で印刷された様々な最初の本と、最初の印刷機が展示されている。
- トゥンパ山 (Tâmpa) - 市の真ん中の、標高960メートル（995メートルとしている情報源もある）の山。旧市街中心部の近くの観光地。登るルートはいくつかあり、ロープウェイのほかケーブルカーでも登れる[5]。頂上にはレストランがある。

また、近郊のブラン城へ行くバスもブラショヴから出ている。

## スポーツ
- FCブラショヴ - サッカークラブチーム
- ルルメントゥル・ブラショヴ - ハンドボールクラブ
- CSUブラショヴ - バスケットボールクラブ
- CFRブラショヴ - ラグビークラブ

## 出身有名人
- ブラッシャイ（ハラース・ジュラ）（ブラッシャイはハンガリー語の綴りをフランス語で読んだもの）(Brassai, Halász Gyula) - 写真家
- ヴァーレンティーン・バクファルク（バクファルク・バーリント）(Valentin Bakfark, Bakfark Bálint) - 作曲家
- フリードリヒ・フォン・ベムケス (Friedrich von Bömches) - 画家
- アープリリ・ラヨシュ (Áprily Lajos) - 詩人
- シャーンタ・フェレンツ (Sánta Ferenc) - 作家
- ドモコシュ・ゲーザ (Domokos Géza) - 作家
- シュテファン・クルツィア (Ștefan Câlția) - 画家
- リヴィウ・ディエテル・ニシペアヌ (Liviu-Dieter Nisipeanu) - チェス選手
- イオン・ツィリアク（イオン・ティリアックは誤読）(Ion Țiriac) - テニス・アイスホッケー選手
- ラドゥ・ルプ（ラドゥ・ルプーは誤読） - ピアニスト (Radu Lupu)

## 姉妹都市・友好都市

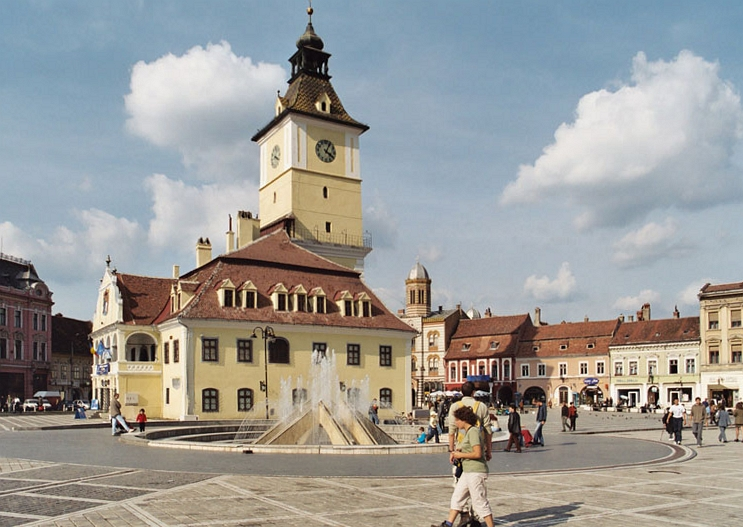
歴史博物館（カーサ・スファトゥルイ）とスファトゥルイ広場

### 姉妹都市
- トゥール、フランス
- ジェール、ハンガリー
- リション・レジオン、イスラエル
- タンペレ、フィンランド
- ケメル、トルコ
- カストリア、ギリシャ
- ネタニヤ、イスラエル
- ポズナン、ポーランド
- ホルステブロー、デンマーク
- ミンスク、ベラルーシ
- トヴァルドゴーラ、ポーランド
- クリーブランド (オハイオ州)、アメリカ合衆国
- リヴァプール、イギリス

### 友好都市
- 武蔵野市、日本 - 現地に「日本武蔵野センター」があり、日本語教室の開催、日本文化の紹介などの交流を行っている[6]。
- ヘント、ベルギー
- リーズ、イギリス